# 柳下大
柳下 大（1988年6月3日—）出生於日本神奈川縣，日本男演員，渡邊娛樂旗下的演員集團D-BOYS的成員。

## 概要

### 基本資料
- 身高：173cm
- 體重：61kg
- 鞋尺寸：26.5cm
- 生日：1988年6月3日，跟演員三浦翔平是同年同月同日生。
- 血型：O型
- 擅長：做飯、滑雪、後空翻
- 興趣：滑雪、hip hop dance
- 喜歡的食物：燒肉、抹茶星冰樂、壽司。
- 大親友：D-BOYS的瀨戶康史、牧田哲也
- 是家中的長子。有2個兄弟，次子是勇，三男是陸。
- 跟演員窪田正孝是同一所高中的同學因而對藝能界抱持興趣，所參加了D-BOYS Audition。
- 是放浪兄弟的歌迷。

### 經歷
- 横浜市立原中学校畢業。
- 神奈川縣立神奈川工業高等學校畢業。
- 2006年9月3日，舉行第三回「D-BOYS Audition」。
- 2006年12月，正式加入D-BOYS，同年出演網球王子舞台劇飾演海堂薰。
- 2010年9月～11月，出演「D-BOYS STAGE 2010 trial-3「アメリカ」」是初次主演舞台劇。
- 2011年2月，出演劇作家つかこうへい的舞台劇『熱海殺人事件』。
- 2012年6月29日，在D☆DATE LIVE 最後公演（TOKYO DOME CITY HALL）上發表將加入D☆DATE 。
- 2012年8月，主演舞台劇『體操男孩 vol.3』。
- 2013年6月12日，加入D☆DATE後正式發行首張單曲。
- 2013年8月～10月，演出舞台劇「真田十勇士」裡的猿飛佐助一角。

## 主要作品

### 電視劇
- 名探偵柯南「給工藤新一的挑戰書～離別前的序章～」【名偵探柯南10週年特別篇】（2006年10月、讀賣電視台(YTV)）飾演 學生
- 砂時計（2007年3月～6月、TBS電視台）- 飾演 園田洋介
- 偷窺屋 第10～第12話（2007年4月～7月、東京電視台）- 飾演 寺門武士
- 戀愛診斷「翼之碎片」（2007年7月、東京電視台）- 主演 天野翼
- 世界奇妙物語 2007年秋季特別篇「未來同學會」（2007年10月、富士電視台）- 飾演 一之瀬
- 未婚六姐妹 第2部（2008年3月、中部日本放送(CBC)）- 飾演 青木俊
- 紅線（2008年12月、富士電視台）- 飾演 藤原夏樹
- 惡婆婆（2009年1月9日、富士電視台）
- 生命的接力棒～最棒的人生結束方法（2009年6月24日、東京電視台）- 飾演 伊藤隼人
- 草食系高校武士（2009年10月～12月、日本電視台(NTV)）- 飾演 和田大介
- 新撰組 PEACE MAKER（2010年1月～3月、毎日放送(MBS)）- 飾演 沖田総司
- 體操男孩（2010年4月～6月、TBS電視台）- 飾演 水澤拓
- 律師一之瀨凜子3（2010年12月6日、TBS電視台）- 飾演 望月大輔
- 突出的律師・巽志郎11（2011年4月16日、朝日電視台）- 飾演 大信田光一
- 下流之宴 第3話、第4話、第6話（2011年6月～7月、NHK）- 飾演 系數裕亞
- 絕對零度〜未解決事件特命捜査〜Special（2011年7月8日、富士電視台）- 飾演 山本基喜
- 花樣少年少女～美男☆樂園～2011（2011年7月～9月、富士電視台）- 飾演 萱島大樹
- D×TOWN 第六彈「痕跡や」（2012年9月7日～9月28日、東京電視台）- 主演 井口駿太郎
- 我、他和會說話的車 (前篇)（2012年9月22日、29日、富士電視台）- 飾演 東條惠介
- 科調所的女法研第12系列 第1話（2013年1月10日、朝日電視台）- 飾演 東勇司
- 純與愛（2013年3月6日、8日、9日、NHK）- 飾演 平良勝
- 確証～警視廳搜查3課（2013年4月～6月、TBS電視台）- 飾演 小渕貴大
- 希望被寄出到的我們 第4話（2013年5月～6月、WOWOW）- 飾演 飯干光太郎
- 白馬王子 純愛適齡期（2013年10月～12月、讀賣電視台(YTV)・日本電視台(NTV)） - 飾演 今村高志
- 明日花開（2014年1月- 2月 、NHK BS Premium） - 飾演 森勇太
- 周五ROADSHOW! 特別電視企劃「最棒的招待」 （2014年2月28日、日本電視台） - 飾演 青木
- NHK大河劇「軍師官兵衛」 第28話 （2014年、NHK） - 飾演 小寺氏職
- 獸醫先生、有事件啦 第5話（2014年7月31日、讀賣電視台・日本電視台） - 飾演 真田雄一
- 周三懸疑9「監察醫・篠宮葉月 屍體的話15」（2014年8月27日、東京電視台） - 飾演 望月一彦
- SHARE（2014年8月30日、富士電視台） - 飾演 高梨榮二 [1]
- 藤沢周平 新電視劇系列「決鬥」 （页面存档备份，存于） （2015年10月31日、BS SKY、 監督：杉田成道） - 飾演 松崎信次郎
- 婚禮前的日子  第7話・8話（2015年10月- 12月、TBS） - 飾演 桐山徹

### 電影
- 託生君系列 - 春風物語（2007年12月12日）- 主演 葉山託生
- 脫線女指揮（2008年3月15日）- 飾演 田端良久
- 櫻之園（2008年11月）- 飾演 町田州
- 鐵馬頑童（2008年）
- 大河浪漫三部曲 之「男女逆轉-吉原遊郭」（2008年10月25日）- 主演 鷹尾/小次郎
- 紅線（2008年12月20日）- 飾演 藤原夏樹
- 書法之道（2009年12月26日）- 主演 小室駿一
- 吸血鬼故事 兄弟篇（2011年10月）- 主演 靜
- 吸血鬼故事 獵人篇（2011年10月）- 飾演 靜

### DVD
- Drift5（2007年9月5日）
- 網球王子舞台劇
- D-BOYS STAGE vol.1 完売御礼（2007年10月24日）
- 託生君系列-春風物語（2008年4月25日）
- Making Of 託生君系列-祠堂學院之休日 8位王子們（2008年4月25日）
- Making Of 託生君系列-託生與義 我們的關係（2008年4月25日）
- D-BOYS STAGE vol.2 Last Game（2008年9月24日）
- 男女逆轉 吉原遊郭（2008年10月24日）
- 「男女逆轉 吉原遊郭」製作特輯（2008年10月24日）
- 櫻の園（2009年4月3日）
- D-BOYS FRIEND series Vol.5「柳下大 TOMORROW」（2009年11月）

### 舞台
- 《網球王子舞台劇》 - 飾演 海堂薫
  - Absolute King立海 feat.六角 ～First Service（2006年12月－2007年1月）
  - Dream Live 4th（2007年3月）
  - Dream Live 4th Extra in 大阪（2007年5月）
  - Absolute King 立海 feat.六角 ～Second Service（2007年8月2日－9月9日）
  - Progressive Match 比嘉 feat.立海（2007年12月12日から全65公演）(與平田裕一郎雙演出)
  - Dream Live 5th（2008年5月）

- D-BOYS STAGE
  - vol.1「完売御禮」（2007年）- 飾演 柳下清/藤堂平助
  - Vol.2「LAST GAME〜最後的早慶戰〜」（2008年）- 飾演 金本明夫
  - Vol.3「鴉〜KARASU〜 04」（2009年4月）- 飾演 太一
  - 2010 trial-3「America」（2010年11月）- 主演 加藤稔
  - 2011 秋公演「検察側の証人～麻布広尾町殺人事件～」（2011年10月-11月）- 飾演 立花洋一
  - 2012 10th「寂寞的磁石」（2012年4月 - 5月）- 飾演 シオン

- 其他
  - OUT OF ORDER 〜偉人伝心〜（2007年3月）
  - 『按下開關的時候～你們為什麼要活著？～』（2007年10月11日～19日）- 飾演 小墓君明
  - 熱海殺人事件NEXT〜くわえ煙草伝兵衛捜査日誌〜（2011年2月～）- 飾演 大山金太郎
  - 體操男孩 vol.3（2012年8月～9月）- 飾演 水澤拓
  - 真田十勇士（2013年8月～10月）- 飾演 猿飛佐助

### 電台
- D-RADIO BOYS SUPER feat.瀨戶康史 柳下大（2012年4月～6月、bay-fm）
- D-RADIO BOYS SUPER feat.D☆DATE（2012年10月開始至今、bay-fm）

### 手機配信戲劇
- 電/撃/婚〜perfume of love〜（2010年8月～ 、BeeTV） - 飾演 柳沼健兒
- ラヴコンシェル 第9週「ヘヴンズコール」（2013年1月21日～25日、7日、NOTTVV） - 飾演 長谷部憲路

### 寫真
- 柳下大 First 寫真集（2008年5月14日）ISBN 978-4-84-704093-1

### OVA
- ドリフト5（2007年9月）

## 相關網站
- 柳下大オフィシャルブログ「TOMOrrow」  （页面存档备份，存于）(2013.06.03～)
- 柳下大 官方Blog

1. ↑  . とれたてフジテレビ (フジテレビ). 2014-08-25  [2014-08-26]. （原始内容存档于2014-08-26）.